# Epsilon Cassiopeiae
Epsilon Cassiopeiae (Segin, 45 Cassiopeiae) é uma estrela na direção da constelação de Cassiopeia. Possui uma ascensão reta de 01h 54m 23.68s e uma declinação de +63° 40′ 12.5″. Sua magnitude aparente é igual a 3.35. Considerando sua distância de 442 anos-luz em relação à Terra, sua magnitude absoluta é igual a −2.31. Pertence à classe espectral B2pvar.